# Турундаевская
Турундаевская — деревня в Омутнинском районе Кировской области. Входит в Вятское сельское поселение.

## География
Находится на правобережье Вятки на расстоянии примерно 27 километров по прямой на север от районного центра города Омутнинск.

## История
Починок Турундаевский возник в начале XVIII века. Название по фамилии первопоселенцев. В 1781 г. в починке  учтено 13 мужчин. В 1834 году 53 жителя, в 1858 -  93, в 1891 году 17 дворов и 11 жителей, в 1926 году 145 человек. С 1929 г. – колхоз «Пробуждение». Позже работали колхозы им. Кирова, «Зиминский».  В 1970 году уже здесь  проживало 50 человек. В 2002 г. – 7 жилых домов. Рядом с деревней находились Турундаевский и Крестовский рудники Песковского завода.

## Население
Постоянное население  составляло 26 человек (русские 100%) в 2002 году, 7 в 2010.